# Annalena Slamik
Annalena Slamik (23 marzo 2003) è una combinatista nordica austriaca.

## Biografia
Originaria di Innsbruck e attiva dal gennaio del 2016, la Slamik ha esordito in Coppa Continentale il 6 gennaio 2019 a Otepää (18ª) e in Coppa del Mondo nella gara inaugurale del circuito femminile, disputata il 18 dicembre 2020 a Ramsau am Dachstein (19ª); ai successivi Mondiali di Oberstdorf 2021, sua prima presenza iridata, si è classificata 14ª nel trampolino normale e il 7 gennaio 2022 ha conquistato in Val di Fiemme il primo podio in Coppa del Mondo (2ª). Ai Mondiali juniores di Zakopane/Lygnasæter 2022 ha vinto la medaglia di bronzo nella gara a squadre mista e a quelli di Whistler 2023 la medaglia d'oro nella medesima specialità; ai successivi Mondiali di Planica 2023 ha vinto la medaglia di bronzo nella gara a squadre mista e si è piazzata 14ª nel trampolino normale e a quelli di Trondheim 2025 è stata 18ª nel trampolino normale e 13ª nella partenza in linea. Non ha preso parte a rassegne olimpiche.

## Palmarès

### Mondiali
- 1 medaglia:
  - 1 bronzo (gara a squadre mista a Planica 2023)

### Mondiali juniores
- 2 medaglie:
  - 1 oro (gara a squadre mista a Whistler 2023)
  - 1 bronzo (gara a squadre mista a Zakopane/Lygnasæter 2022)

### Festival olimpico della gioventù europea
- Vuokatti 2022: bronzo nel trampolino normale.

### Coppa del Mondo
- Miglior piazzamento in classifica generale: 13ª nel 2023
- 3 podi (a squadre):
  - 2 secondi posti
  - 1 terzo posto